# Henckovce
Henckovce é um município da Eslováquia, situado no distrito de Rožňava, na região de Košice. Tem 10,03 km² de área e sua população em 2018 foi estimada em 420 habitantes.

## Demografia
| Ano:        | 1994 | 2004    | 2014   | 2024    |
| ----------- | ---- | ------- | ------ | ------- |
| Broj ljudi: | 392  | 433     | 439    | 387     |
| Razlika:    |      | +10,45% | +1,38% | -11,84% |

| Ano:               | 2023 | 2024   |
| ------------------ | ---- | ------ |
| Número de pessoas: | 399  | 387    |
| Diferença:         |      | -3,00% |